# The horror
|  | Denne artikel er oprettet af botten PalnaBot ud fra en ekstern database. Den kan derfor have sproglige fejl eller mangler. Denne skabelon kan fjernes efter kontrol af indholdet. |

The horror er en film instrueret af Lise Groesmeyer.

## Handling
En skitseret gyserhistorie fortalt på to skærme.